# Guy J. Swope
Guy J. Swope (ur. 1892, zm. 1969) – amerykański polityk, w roku 1941 gubernator Portoryko, znajdującego się wówczas pod administracją kolonialną Stanów Zjednoczonych.

## Życiorys
Urodził się w 1892 roku.
Sprawował urząd gubernatora Portoryko od 3 lutego 1941, kiedy to zastąpił na stanowisku José Miguela Gallardo, przez kilka miesięcy do 24 lipca 1941. Jego następcą został ponownie Gallardo, tak jak poprzednio sprawujący swój urząd tymczasowo.
Zmarł w 1969 roku.